# Танкопий, Иван Алексеевич
Иван Алексеевич Танкопий (1902—1943) — советский военнослужащий, командир частей войск НКВД во время Великой Отечественной войны, Герой Советского Союза (26.10.1943, посмертно). Полковник.

## Биография
Иван Танкопий родился 7 сентября 1902 года в селе Ямполь (ныне — Ямпольский район Винницкой области Украины). После окончания четырёх классов школы работал сначала в родительском хозяйстве, затем был батраком. В 1919 году Танкопий пошёл на службу в Рабоче-крестьянскую Красную Армию. Участвовал в боях Гражданской войны. В 1927 году Танкопий окончил Объединённую военную школу имени ВЦИК СССР, в 1935 году — Высшую пограничную школу НКВД СССР.

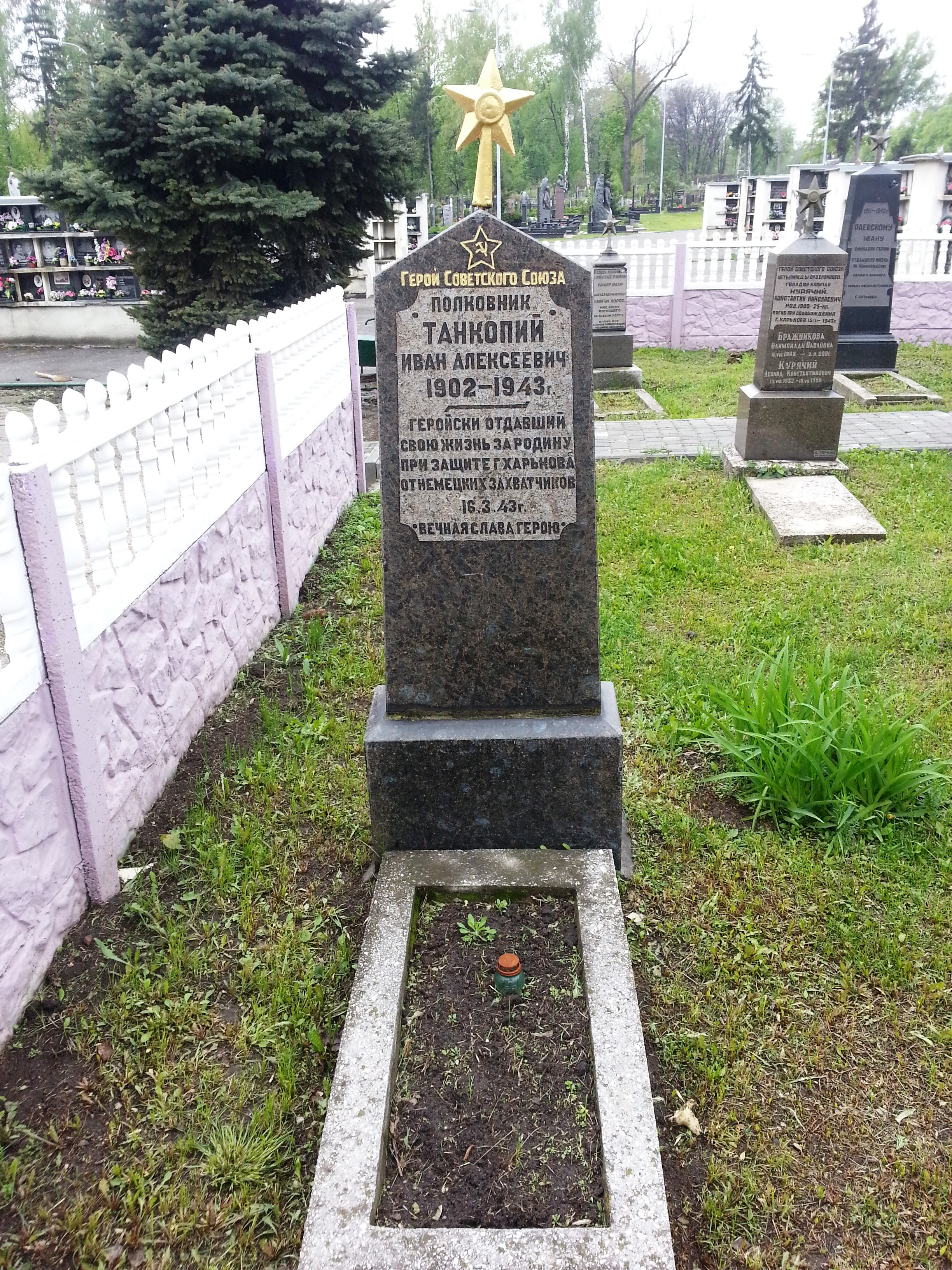
Могила И. А. Танкопия на 2-м харьковском кладбище

С начала Великой Отечественной войны — на её фронтах.
К февралю 1943 года полковник Иван Танкопий командовал 17-й стрелковой бригадой войск НКВД Юго-Западного фронта. Отличился во время Харьковской операции. Начиная с 16 февраля 1943 года эта бригада обороняла освобождённый Харьков от превосходящих немецких войск,  нанесла противнику большие потери. В боях Танкопий получил ранение, но продолжал сражаться, пока не был ранен во второй раз, на этот раз смертельно. Первоначально бойцы и командиры бригады похоронили Танкопия на месте его гибели, на берегу Северского Донца. После окончательного освобождения Харькова он был перезахоронен на Аллее Героев 2-го харьковского кладбища.
Указом Президиума Верховного Совета СССР от 26 октября 1943 года за «мужество и героизм, проявленные на фронте борьбы с немецкими захватчиками», полковник Иван Танкопий посмертно был удостоен высокого звания Героя Советского Союза. Также был награждён орденами Ленина, Красного Знамени, Отечественной войны 1-й степени и медалью. Навечно зачислен в списки личного состава воинской части.
В честь Танкопия в период с 1965 по 2024 года носила его имя улица в Харькове. Затем она была переименована на улицу Каденюка в следствие деколонизации топонимии.